# Left 4 Dead
Left 4 Dead – gra komputerowa z gatunku first-person shooter, wyprodukowana przez Turtle Rock Studios i wydana w 2008 roku przez Valve Corporation. W 2009 roku ukazała się jej kontynuacja Left 4 Dead 2.
Wydana w 2021 roku gra Back 4 Blood jest określana jako duchowy następca Left 4 Dead.

## Fabuła
W Left 4 Dead gracz przejmuje kontrolę nad jedną z czterech postaci, które ocalały podczas epidemii zmieniającej ludzi w zombie i starają się przetrwać w celu ucieczki z zagrożonego miejsca. By to osiągnąć, potrzebna jest współpraca między graczami. W grze zastosowano autorski system AI Director, który może losowo generować zombie w różnych miejscach i dopasowywać poziom trudności do umiejętności graczy.

## Rozgrywka
W Left 4 Dead gracz może posiadać jedną broń główną, jeden lub dwa pistolety, jedną broń rzucaną, apteczkę oraz tabletki przeciwbólowe. Każda broń zaopatrzona jest w latarkę. W grze występują ludzie zarażeni przez wirus, który infekując ich organizm przemienił ich w zombie. W grze poza normalnymi wrogami występują także zombie ze specjalnymi umiejętnościami.

## Krytyka
Left 4 Dead została pozytywnie oceniona przez krytyków, uzyskując średnią ocen 89% według agregatora GameRankings.